# Otakar Skýpala
Otakar Skýpala (16. září 1877 Moravská Ostrava – 4. září 1943 Praha) byl slezský učitel, prozaik a publicista.

## Život
Otakar Skýpala byl synem Josefa Skýpala, učitele v Moravské Ostravě a Otilie rozené Eichertové.
Učil v Moravské Ostravě, kde byl členem spolku Komenský. Byl redaktorem a nakladatelem měsíčníku Revue Moravsko-slezské, redaktorem Sokolského věstníku župy moravsko-slezské, nakladatelem čtrnáctideníku Atak: argumenty, taktika, aktuality, kultura a díla Lva Borského: Vůdcové lidstva a jeho svůdci: základy biopolitiky. Po válce byl do roku 1929 šéfredaktorem Českého slova.
Ve svém díle usiloval o zachycení sociálních a národnostních poměrů Ostravska, zejména jeho dělnického hnutí. Používal pseudonymy: Alfa, Nezval K., Okáč Pavel, Volný Fr. V Praze XVII bydlel na adrese Pod Kavalírkou 458

## Dílo

### Próza[2][3]
- Černá země: hornický román – 1910
- Lichvářský dům: črty – 1920

### Studie
- Otázky sociální – Moravská Ostrava: Moravsko-slezská Revue, 1920
- Idea socialistického státu – Brno: Moravsko-slezská Revue, 1921
- Der neue Socialismus – Berlín: Ludau, 1922
- Cesty socialismu – Praha: Mladé proudy, 1928
- Na cestě novinářské. Část 1. Díl 1, Doba přelomu – Praha: vlastním nákladem, 1934
- Dnešní Podkarpatská Rus – Praha: Cesta, 1937

### Jiné
- Směs písní Východní moravsko-slezské župy sokolské – upravil. Ostrava: Východní moravsko-slezská župa sokolská, 1899
- Slavnostní list k sletu Moravsko-slezské obce sokolské a výletu českého sokolstva na Ostravsko ve dnech 7. a 8. září 1902 – upravil. Ostrava: Východní moravsko-slezská župa sokolská, 1902
- Slet Sokolstva na Ostravsko: pamětní spis Sletu Moravsko-slezské Obce Sokolské a výletu českého Sokolstva na Ostravsko ve dnech 7. a 8. září 1902 – pořádal. Ostrava: Východní moravsko-slezská župa sokolská, 1902
- Ostravsko – přednesl na schůzi akademického spolku Komenský v Praze dne 8. února 1903. Ostrava: v. n., 1903
- Ostravský sborník a adresář: II. ročník, rok 1909–1910 – péčí Obchodní, průmyslové a živnostenské jednoty a Národohospodářské společnosti v Moravské Ostravě a za pomoci redakčního sboru sestavili Otakar Skýpala a Ladislav Rozehnal. Moravská Ostrava: v. n., 1910